# 36-я моторизованная дивизия (вермахт)
36-я моторизованная дивизия (нем. 36. Infanterie-Division (mot.)) — тактическое соединение сухопутных войск вооружённых сил нацистской Германии. Созданная в числе первых дивизий, за весь период своего существования несколько раз меняла свой профиль и название, побывав поочерёдно: пехотной, моторизованной, снова пехотной, гренадерской и закончила Вторую мировую войну как 36-я народная пехотная дивизия (36. Volksgrenadier-Division).

## Создание дивизии
16 марта 1935 года правительство Германии объявило о введении всеобщей воинской повинности. В рамках первой волны мобилизации 36-я дивизия была сформирована 1 октября 1936 года в Кайзерслаутерне. Дивизия состояла из трёх пехотных полков (по три батальона в каждом), а также из артиллерийского, противотанкового, разведывательного, инженерного и связного батальонов. В ходе Второй мировой войны казармы дивизии подверглись разрушению из-за бомбовых авиаударов сил Союзников (авиачасти ВВС США).
В дивизию забирали призывников из городов:

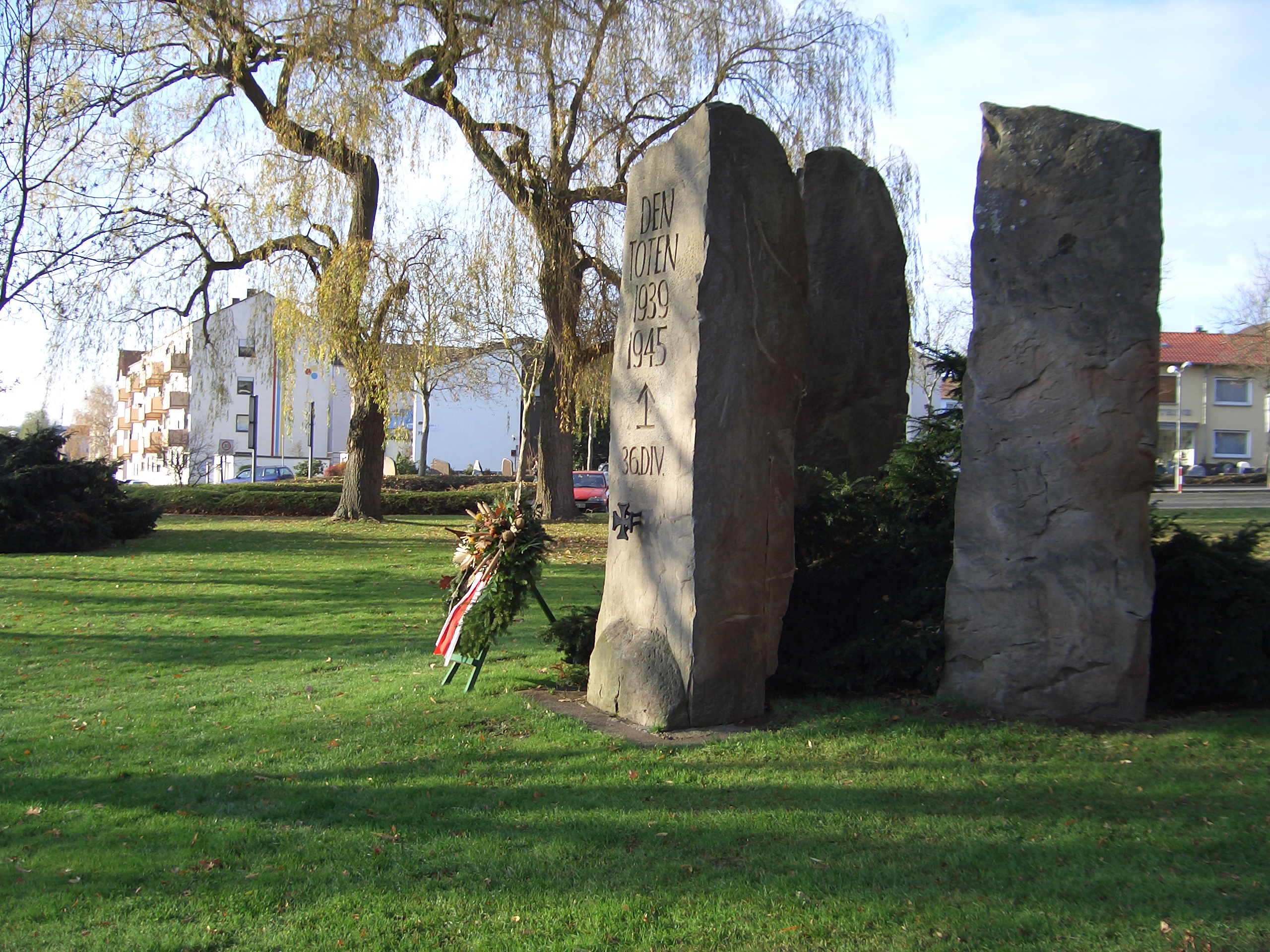
Памятник погибшим солдатам, Кайзерслаутерн. На памятнике надпись: Den Toten. 1939—1945 (Мёртвым. 1939—1945.)

- Бергцаберн
- Фалькенштайн при Кёнигштайне
- Хомбург
- Кайзерслаутерн
- Лахен-Шпейердорф
- Ландштуль
- Нойштадт
- Майнц
- Пирмазенс
- Санкт-Вендель
- Висбаден
- Вормс
- Цвайбрюккен

## Боевой путь
В преддверии Второй мировой войны дивизия концентрируется в Саарпфальце, в приграничной области, намереваясь отражать возможное наступление французов. По завершении Польской кампании переведена в резерв главного командования. Подготавливается к грядущему вторжению во Францию. В мае 1940 — в составе 7-го армейского корпуса 16-й армии сковывает французские силы в районе линии Мажино, штурмует Верден. Спустя три месяца возвращается в Германию, где 25 октября 1940 года преобразована в 36-ю моторизованную дивизию. 70-й пехотный полк и дивизионные части на конной тяге переданы 126-й пехотной дивизии.
С июня 1941 года 36-я моторизованная дивизия принимает участие в операции «Барбаросса» на Востоке. Изначально находясь в районе Тильзита (Восточная Пруссия) в составе 41-го моторизованного корпуса 4-й танковой группы группы армий «Север», дивизия наносила удар на Расейняй. В сентябре 1941 года 36-я дивизия вместе со всем корпусом передана в подчинение 3-й танковой группы группе армий «Центр», и с 2 октября 1941 года приняла участие в битве за Москву, наступая на город Белый. В первой половине октября участвовала в окружении и уничтожении крупной советской группировки в районе Вязьмы. В октябре 1941 года дивизия участвует во взятии Калинина. Будучи отброшенной в ходе советского контрнаступления, закрепляется на Ржевском выступе, где и пребывает до марта 1943 года, отражая многочисленные удары РККА на этом плацдарме. С августа 1942 принадлежит 46-му танковому корпусу 9-й армии.
В марте 1943 года отведена в тыл на отдых и восстановление в Дорогобуж, Смоленская область. 1 мая 1943 года вновь преобразована в 36-ю пехотную дивизию. С началом операции «Суворов» ведёт упорные оборонительные бои в районе Смоленска и Могилёва. В октябре 1943 года в её состав включена боевая группа (остатки) разгромленной 268-й пехотной дивизии. После отступления в Бобруйск, в декабре 1943 года, линия фронта на этом участке стабилизировалась до конца июня 1944 года. После чего дивизия понесла наиболее тяжёлые потери на Восточном фронте. 23 июня советские войска начали стратегическое наступление в Белоруссии. 27 июня дивизия была окружена, а 1 июля 1944 года уничтожена в Бобруйском котле в числе других частей 9-й армии группы армий «Центр».
3 августа 1944 года соединение было восстановлено на военном полигоне в Баумхольдере как 36-я пехотная дивизия (36. Grenadier-Division). С началом осени она вошла в состав 82-го армейского корпуса, базировавшийся в Саарской области. 9 октября 1944 года переименована в 36-ю народную пехотную дивизию (36. Volksgrenadier-Division). Оказывает сопротивление союзникам в восточной Франции и Люксембурге, постепенно отступая на территорию южной Германии. В мае 1945 года сдалась в Траунштайне американским войскам.

## Организация
| - 70-й пехотный полк (Infanterie-Regiment 70) - 87-й пехотный полк (Infanterie-Regiment 87) - 118-й пехотный полк (Infanterie-Regiment 118) - 36-й артиллерийский полк (Artillerie-Regiment 36) - 36-й батальон АИР (Beobachtungs-Abteilung 36) - 36-й разведывательный батальон (Aufklärungs-Abteilung 36) - 36-й сапёрный батальон (Pionier-Bataillon 36) - 36-й дивизион ПТО (Panzerabwehr-Abteilung 36) - 36-й батальон связи (Nachrichten-Abteilung 36) - 36-й запасной батальон (Feldersatz-Bataillon 36) - войска подчинявшиеся командиру снабжения 36-й пехотной дивизии | - 87-й моторизованный полк - 118-й моторизованный полк - 36-й мотоциклетный батальон - 36-й артиллерийский полк - 36-й сапёрный батальон - 36-й противотанковый артиллерийский дивизион - 36-й батальон связи - войска подчинявшиеся командиру снабжения 36-й моторизированной дивизии |

| - 87-й пехотный полк - 118-й пехотный полк - 268-я дивизионная группа (остатки 268-й пехотной дивизии) - 36-й разведывательный батальон (с января 1944 — фузилёрный) - 36-й артиллерийский полк (с ноября 1943 — 268-й артиллерийский полк) - 36-й сапёрный батальон - 36-й противотанковый артиллерийский дивизион - 36-й батальон связи - 36-й запасной батальон - войска подчинявшиеся командиру снабжения 36-й народной гренадёрской дивизии | - 87-й пехотный полк - 118-й пехотный полк - 165-й пехотный полк - 36-я фузилёрная рота - 268-й артиллерийский полк - 1036-й штурмовой артиллерийский дивизион - 36-я рота зенитной артиллерии - 36-я сапёрная рота - 36-я рота связи - 36-й полк снабжения |

### 1944—1945
- 87-й гренадёрский полк (Grenadier-Regiment 87)
- 118-й гренадёрский полк (Grenadier-Regiment 118)
- 36-й фузилёрный батальон
- 268-й артиллерийский полк
- 36-й противотанковый дивизион (Panzerjäger-Abteilung 36)
- 36-я сапёрная рота
- 36-я рота зенитной артиллерии
- 36-й батальон связи
- войска подчинявшиеся командиру снабжения 36-й народной гренадёрской дивизии (Kommandeur der Infanterie-Divisions-Nachschubtruppen 36)

## Командиры
- генерал-лейтенант Георг Линдеман (6 октября 1936 — 25 октября 1940)
- генерал-майор Отто-Эрнст Оттенбахер (25 октября 1940 — октябрь 1941)
- генерал-лейтенант Ханс Гольник (15 октября 1941 — 10 августа 1943)
- генерал-майор Готфрид Фрёлих (10 августа — 20 сентября 1943)
- генерал-майор Рудольф Штегманн (1—10 августа 1943; 20 сентября 1943 — 1 января 1944)
- генерал-майор Хорст Кадгин (1 — 17 января 1944)
- генерал-майор Эгон фон Найндорф (17 — 19 января 1944)
- генерал-майор Александр Конради (19 января — 1 июля 1944)
- генерал-майор Август Велльм (3 августа 1944 — март 1945)
- генерал-майор Гельмут Клейкамп (март 1945 — 8 мая 1945)

## Награды
Количество кавалеров Рыцарского креста в 36-й дивизии, в период её именования пехотной и моторизованной составило 23 человека при 25 награждениях, два человека (командиры дивизии Ханс Голльник и Александр Конради) были отмечены ещё и Дубовыми листьями к Рыцарскому кресту. В период её функционирования как гренадерской и фольксгренадерской эта награда была присвоена ещё троим.

### Награждённые Рыцарским крестом Железного креста (26)
- Георг Линдеманн, 05.08.1940 — генерал-лейтенант, командир 36-й пехотной дивизии
- Отто-Эрнст Оттенбахер, 13.08.1941 — генерал-лейтенант, командир 36-й моторизованной дивизии
- Карл Каспер, 22.09.1941 — полковник, командир 118-го моторизованного полка
- Вильгельм-Аугуст Фильверт, 18.10.1941 — обер-фельдфебель, командир взвода 1-й роты 87-го моторизованного полка
- Вальтер Фрис, 14.12.1941 — полковник, командир 87-го моторизованного полка
- Александр Конради, 17.10.1942 — оберстлейтенант, командир 1-го батальона 118-го моторизованного полка
- Ганс Голльник, 21.11.1942 — генерал-майор, командир 36-й моторизованной дивизии
- Альфред Шиманн, 28.04.1943 — обер-ефрейтор, командир отделения 1-й роты 87-го моторизованного полка
- Хельмут Шмишке, 22.07.1943 — капитан, командир 36-го сапёрного батальона
- Эберхард Майзель, 23.07.1943 — обер-фельдфебель, командир взвода 2-й роты 118-го пехотного полка
- Йозеф Холлекамп, 23.07.1943 — обер-ефрейтор, командир отделения 2-й (самокатной) роты 36-го разведывательного батальона
- Альфонс Кляйнманн, 14.08.1943 — капитан, командир 1-го батальона 118-го пехотного полка
- Эрнст Давид, 16.08.1943 — обер-ефрейтор, пулемётчик 3-й роты 118-го пехотного полка
- Альберт Кноп, 17.08.1943 — капитан, командир 3-го батальона 118-го пехотного полка
- Фридрих-Вильгельм Кригер, 07.09.1943 — капитан, командир 2-го батальона 87-го пехотного полка
- Эрих Шмитт, 08.10.1943 — обер-ефрейтор, командир отделения 3-й роты 118-го пехотного полка
- Тео Крой, 24.11.1943 — капитан резерва, командир 2-го батальона 87-го пехотного полка
- Ульрих Динкелакер, 09.12.1943 — полковник, командир 36-го артиллерийского полка
- Рудольф Штегманн, 20.01.1944 — генерал-майор, командир 36-й пехотной дивизии
- Лотар Амброзиус, 24.01.1944 — полковник, командир боевой группы 268-й пехотной дивизии
- Курт Вилльмс, 23.02.1944 — лейтенант, командир взвода 1-й роты 36-го сапёрного батальона
- Антон Линднер, 17.03.1944 — вахмистр, командир взвода 3-й роты 36-го фузилёрного батальона
- Йозеф Дёррис, 05.04.1944 — унтер-офицер, командир отделения 6-й роты 87-го пехотного полка
- Ганс Бернхард, 09.01.1945 — капитан резерва, командир 2-го батальона 165-го пехотного полка
- Ганс Грайтер, 13.01.1945 — унтер-офицер, командир отделения связных 1-го батальона 165-го пехотного полка
- Рудольф Хессе, 09.05.1945 — лейтенант, командир 2-й роты 165-го пехотного полка (награждение не подтверждено)

### Рыцарский Крест Железного креста с Дубовыми листьями (2)
- Александр Конради (№ 279), 22.08.1943 — полковник, командир 118-го пехотного полка
- Ганс Голльник (№ 282), 24.08.1943 — генерал-лейтенант, командир 36-й пехотной моторизованной дивизии